# Resolució 1911 del Consell de Seguretat de les Nacions Unides
La Resolució 1911 del Consell de Seguretat de l'ONU de les Nacions Unides fou adoptada per unanimitat el 28 de gener de 2010. Després de reafirmar les resolucions 1880 (2009) i 1893 (2009) i reiterant la seva determinació per aconseguir un procés electoral creïble a Costa d'Ivori, el Consell va aprovar una pròrroga de quatre mesos de l'Operació de les Nacions Unides a Costa d'Ivori (UNOCI) fins al 31de maig de 2010, i un increment temporal de la mida de l'operació de 7.450 a 7.950 persones.
El Consell també va permetre l'augment temporal i l'extensió de les forces de manteniment de la pau del país, inclosos els mantenidors de la pau de la propera Burkina Faso, que es van afegir a la UNOCI per millorar la seguretat abans del procés electoral de 2010.
La resolució també va demanar al Secretari General de les Nacions Unides Ban Ki-moon que informés sobre la situació en forma d'actualització a mitjans de març de 2010 i un informe complet l'abril de 2010.